# Карл-Фрідріх Мертен
Карл-Фрідріх Мертен (нім. Karl-Friedrich Merten; 15 серпня 1905, Позен — 2 травня 1993, Вальдсгут) — німецький офіцер-підводник, капітан-цур-зее. Кавалер Лицарського хреста Залізного хреста з дубовим листям.

## Біографія
1 квітня 1928 року вступив на флот фенрихом. Служив артилерійським офіцером на крейсері «Кенігсберг», потім на кораблі ескорту.
На навчальному кораблі «Шлезвіг-Гольштейн» брав участь у військових діях проти Польщі у вересні 1939 року, в тому числі в бою на Вестерплатте.
1 травня 1940 переведений в підводний флот і призначений 1-м помічником на підводний човен U-38, якою командував Генріх Лібе.
З 11 лютого 1941 року — командир U-68, на якій зробив 5 походів (провівши в морі в цілому 368 діб). Брав участь в бойових операціях в Атлантиці, Карибському морі, в Індійському океані.
Входила до групи «Айсберен» човен в вересні 1942 року перейшов на південь з Північної Атлантики; в ході операції група потопила біля берегів Південної Африки судна загальним тоннажем понад 100 тисяч брт.
Під час походу біля берегів Західної Африки Мертен в серпні — грудні 1942 року потопив 9 суден водотоннажністю більше 56 тисяч брт.
Повернувшись з походу, Мертен 30 січня 1943 року одержав Знак підводника з діамантами і був призначений командиром 26-ї навчальної флотилії підводних човнів розташовувалася в Піллау.
З березня 1943 командир 24-ї навчальної флотилії підводних човнів в Мемель. Разом з флотилією евакуювався в 1945 році при підході радянських військ.
Всього за час бойових дій Мертен потопив 27 суден загальною водотоннажністю 170 151 брт.
Після закінчення війни займався підйомом затоплених суден на Рейні (разом з Генріхом Вілленброком), а потім працював в суднобудуванні.

## Звання
- Зее-кадет (12 жовтня 1926)
- Єфрейтор (1 квітня 1927)
- Фенрих-цур-зее (1 квітня 1928)
- Обер-мат (1 липня 1928)
- Обер-фенрих-цур-зее (1 червня 1930)
- Лейтенант-цур-зее (1 жовтня 1930)
- Обер-лейтенант-цур-зее (1 квітня 1933)
- Капітан-лейтенант (1 квітня 1936)
- Корветтен-капітан (1 квітня 1941)
- Фрегаттен-капітан (1 січня 1944)
- Капітан-цур-зее (15 квітня 1945)

## Нагороди
- Німецький Олімпійський знак 2-го класу (21 грудня 1936)
- Медаль «За вислугу років у Вермахті»
  - 4-го класу (4 роки; 2 жовтня 1936)
  - 3-го класу (12 років; 1 квітня 1938)
- Іспанський хрест в бронзі (20 квітня 1938)
- Залізний хрест
  - 2-го класу (2 жовтня 1939)
  - 1-го класу (30 грудня 1941)
- Медаль «У пам'ять 1 жовтня 1938» (20 грудня 1939)
- Нагрудний знак підводника
  - Звичайний (2 серпня 1941)
  - З діамантами (30 січня 1943)
- Відзначений у Вермахтберіхт (8 квітня 1942)
  - «Човені під командуванням корветтен-капітана Мертена здійснив видатний внесок в успіх німецьких підводних човнів в Атлантичному океані.»
- Лицарський хрест Залізного хреста з дубовим листям
  - Хрест (13 червня 1942) — отримав нагороду 27 червня 1942 року.
  - Дубове листя (№ 147; 16 листопада 1942) — отримав нагороду 30 листопада 1942 року.
- Нагрудний знак флоту (9 жовтня 1942)
- Хрест Воєнних заслуг
  - 2-го класу з мечами (30 січня 1944)
  - 1-го класу (29 жовтня 1944)